# Schweizer Kernwaffenprogramm
Beim Kernwaffenprogramm der Schweiz von 1945 bis 1988 handelte es sich um ein Programm zur eigenständigen Entwicklung und Herstellung von Atombomben für die Schweizer Armee. Das Vorhaben der neutralen Schweiz stand im Zeichen des Kalten Krieges. Die Öffentlichkeit war darüber in Teilen informiert. Es wurde von der Armee und der Schweizer Regierung, dem Bundesrat, zwar weit vorangetrieben, blieb aber letztlich unverwirklicht und war Gegenstand starker politischer Opposition von Wissenschaftlern und von linken, pazifistischen und kirchlichen Organisationen.

## Geschichte
Einen Monat nach den Atombombenabwürfen auf Hiroshima und Nagasaki beriet die Schweizer Landesverteidigungskommission 1945 darüber, was eine Atombombe für die Landesverteidigung der Schweiz bewirken könnte. Auch andere neutrale oder blockfreie Staaten wie Schweden und Jugoslawien prüften dies. 1946 wurde vom Bundesrat die Studienkommission für Atomenergie (SKA) ins Leben gerufen. Sie sollte die Möglichkeiten der zivilen Nutzung von Kernkraft untersuchen. Insgeheim wurde diese Kommission jedoch von Bundesrat Karl Kobelt beauftragt, die «Schaffung einer schweizerischen Uran-Bombe oder anderer geeigneter Kriegsmittel, die auf dem Prinzip der Atomenergie-Verwendung beruhen», voranzutreiben. 1947 gewährte das schweizerische Parlament einen Kredit in Höhe von 18 Millionen Schweizer Franken, ohne von den militärischen Absichten Kobelts und somit auch der Kommission zu wissen.
Mit Paul Scherrer war ein renommierter Kernphysiker Vorsitzender der SKA. Er hatte gute Kontakte zu Fachkollegen wie Werner Heisenberg, Lise Meitner und Otto Hahn. Er war direkt am Projekt Matterhorn zur Erforschung der Kernfusion beteiligt. Mit seinem Fachwissen und seinen Kontakten war er somit eine massgebliche Stütze des schweizerischen Kernwaffenprogramms, obschon er viel früher als die Militärs und Politiker die Idee einer Atombombe als eine Nummer zu gross erachtet habe, so Monika Gisler. Erst 1955 war es der SKA gelungen, 10 Tonnen Uran zu beschaffen, wovon die Hälfte als militärische Kriegsreserve eingelagert wurde. Zuvor hatten im 1947 Pläne bestanden als «Forschungskooperation», im China von Chiang Kai-shek selber Uran zu schürfen, was die Amerikaner unterbanden. Auch Uran aus Deutschland hatte es auf amerikanische Intervention hin nicht in die Schweiz geschafft.
Der Bundesrat erliess im Juli 1958 eine Grundsatzerklärung, in der folgendes festgehalten wurde:

«In Übereinstimmung mit unserer jahrhundertealten Tradition der Wehrhaftigkeit ist der Bundesrat deshalb der Ansicht, dass der Armee zur Bewahrung der Unabhängigkeit und zum Schutze unserer Neutralität die wirksamsten Waffen gegeben werden müssen. Dazu gehören Atomwaffen.»

Der Bundesrat selbst verstand diese Aussage, wie man einem diplomatischen Memorandum entnehmen konnte, so, dass eine Beschaffung von Kernwaffen nur dann notwendig wäre, wenn neben den bisherigen drei Atommächten (USA, Grossbritannien, Sowjetunion) weitere Länder dieses Monopol brechen würden. Es sollte aber deutlich demonstriert werden, dass die Schweiz an der Schwelle zur Produktion von Kernwaffen stand. Insbesondere wurden die deutschen Nachbarn misstrauisch beobachtet. Es wird angenommen, dass im Falle einer atomaren Aufrüstung bei der deutschen Bundeswehr die Schweiz den gleichen Schritt unternommen hätte.
Als Reaktion auf die Erklärung des Bundesrats wurde Anfang 1959 die «Eidgenössische Volksinitiative Verbot der Atomwaffen» lanciert. Von den Parteien im Parlament gab einzig die Partei der Arbeit (PdA) die Ja-Parole. Einzelne Kantonsparteien der Sozialdemokratischen Partei der Schweiz (SP) in den französisch- und italienischsprachigen Kantonen gaben ebenfalls, in Abweichung zur Mutterpartei, die Ja-Parole aus. Stark engagiert war Fritz Giovanoli (SP). Eine eigentliche Ikone des pazifistischen Widerstands gegen Atomwaffen in der Schweiz und weltweit wurde Max Daetwyler, der mit einer weissen Fahne durch die Welt zog. Prominente Unterstützung erhielt sie vom Theologen Karl Barth, dem Chemiker Leopold Ružička und dem Schriftsteller Friedrich Dürrenmatt. Die Volksinitiative wurde am 1. April 1962 mit 65,2 % Nein-Stimmen nur von einem Drittel der Stimmenden angenommen. Es zeigte sich ein starker «Röstigraben», denn Neuenburg stimmte zu 70,7 % mit Ja, in der Waadt lag der Anteil der Ja-Stimmen bei 63,7 % und im Kanton Genf bei 60,6 %. Die Stimmbevölkerung im Tessin sprach sich ebenfalls mit leichter Mehrheit für die Initiative aus.
In der Schweiz organisierten trotzkistische Gruppen oppositionellen Aktivismus gegen die Atombewaffnung, der in der Zeit der Kubakrise 1962 seinen Höhepunkt erreichte. Es gelang ihnen, damit auch kirchliche, gewerkschaftliche und pazifistische Kreise für Demonstrationen zu mobilisieren. Am Festtag zum Ersten Mai war die Absage an ein Schweizer Kernwaffenprogramm eine der festen Forderungen, so trugen Mitte der 1960er Jahre Kundgebungsteilnehmer ein Transparent mit der Aufschrift «Der Kampf gegen Atombewaffnung geht weiter» über den Zürcher Paradeplatz. Auch unter Schweizer Katholiken stiess das Vorhaben der Atombewaffnung auf Widerstand. Ihre Inserate warben mit der Ächtung der Atomwaffen durch Papst Johannes XXIII. für die zweite Initiative.
Mit der Ablehnung der am 26. Mai 1963 folgenden abgeschwächten Volksinitiative der SP «Entscheidungsrecht des Volkes über die Ausrüstung der schweizerischen Armee mit Atomwaffen» von 62,2 % wurde auch eine Unterstellung der Entscheidung zu Atomwaffen unter ein Obligatorisches Referendum abgelehnt. Wieder stimmten Genf, Waadt, Neuenburg, Tessin, sowie Basel-Stadt dafür. Vom 17. bis 19. April 1965 fand der «Ostermarsch der Atomwaffengegner» statt, der unter dem Friedenszeichen der Campaign for Nuclear Disarmament von Olten nach Basel zog.
Im Frühjahr 1964 legte eine Arbeitsgruppe des Eidgenössischen Militärdepartements (EMD), die Atombombentests in der Schweiz guthiess, einen geheimen Ausrüstungsplan für die Einführung der Atombombe vor. In der ersten Phase des Plans sollten «fünfzig Fliegerbomben à sechzig bis hundert KT» beschafft werden. In Phase zwei sollten anschliessend zu einem späteren Zeitpunkt weitere 200 Bomben beschafft werden.
Um in der Schweiz nach Uran zu suchen, die Ultrazentrifugen zur Urananreicherung sowie die Atomwaffentechnik selbst voranzutreiben sowie um endgültig zu klären, ob in der Schweiz Atombombenversuche durchgeführt werden könnten, beantragte der damalige Generalstabschef Jakob Annasohn bei Bundesrat Paul Chaudet, dem Vorsteher des EMD, eine Bewilligung des Gesamtetats von 20 Millionen Franken beim Bundesrat anzustreben. Es wurden mehrere Uranvorkommen in der Schweiz gefunden, doch erschien ihr Abbau wegen der zu geringen Mengen nicht als sinnvoll. Er hätte auch zu Landschaftszerstörung geführt. Der Geologe Felix Gilléron, der Projektleiter des Bundesamtes für Wissenschaft und Forschung, meinte:

«Es handelte sich um vorsorgliche Massnahmen. Wir sollten jetzt, wo wir Zeit haben, nach Uran suchen, damit wir später in einer Notsituation wissen, ob überhaupt etwas und allenfalls wo es zu holen ist. Man muss sich dabei vor Augen halten, dass es in der Regel etwa 6 bis 10 Jahre dauert, um eine Uranlagerstätte zu erforschen und sie bis zur Produktionsreife zu entwickeln.»

Der politische Antrag kam am selben Tag vor den Bundesrat, an dem auch über den Zusatzkredit in Höhe 576 Millionen Franken für die Beschaffung der Mirage III entschieden wurde. Die damit angebahnte Mirage-Affäre führte somit auch zu einem grossen Rückschlag bei den atomaren Bestrebungen der Schweiz.
Der Bundesrat gab dem Antrag Annasohns zwar statt, torpedierte jedoch seinen eigenen Beschluss durch stark eingeschränkte Personalressourcen.
Auch nach dieser Entwicklung erklärte Paul Scherrer 1967 in einem Gespräch mit einem schweizerischen Militärattaché, dass der Schweiz alles über die Konstruktion der Bombe bekannt sei und dass nach einer Entwicklungszeit von vier Jahren und einer Investition von einer Milliarde Franken eigenständig eine Atombombe gebaut werden könne.
Durch den Abschluss des Atomwaffensperrvertrags im Juli 1968 kamen die Bestrebungen, die Schweiz als Atommacht aufzubauen, erstmals auch in einen deutlichen politischen Gegenwind aus dem Ausland. Aufgrund dessen und infolge des stetig wachsenden innenpolitischen Drucks unterzeichnete die Schweiz im November 1969 den Atomwaffensperrvertrag. Der Vertrag wurde jedoch erst im März 1977 ratifiziert, nachdem klar wurde, dass Staaten, die nicht dem Vertrag angehörten, immer stärkerem politischen und wirtschaftlichen Druck ausgesetzt waren.
Erst Bundesrat Arnold Koller beendete die Bestrebungen im November 1988, als er den Nachfolger des SKA, den Arbeitsausschuss für Atomfragen, auflöste. 1995 stimmte die Schweiz der unbefristeten Verlängerung des Atomwaffensperrvertrags zu, dieser sieht ein vollständiges Verbot von Atomtests und ein effizientes Überprüfungssystem vor. 1996 erfolgte auch die Zusage zum umfassenden Atomteststoppabkommen.

## Technik

### Reaktoren
Im Zusammenhang mit dem schweizerischen Atomwaffenprogramm werden häufig zwei Reaktoren erwähnt. Nicht nachgewiesen ist, dass der Reaktor Lucens im Kanton Waadt militärisch genutzt wurde. Die mögliche militärische Nutzung des Reaktors wurde in wissenschaftlichen Arbeiten sowohl angenommen als auch abgelehnt.
Der Forschungsreaktor Diorit in Würenlingen, Kanton Aargau war jedoch nachweislich Standort von für das Kernwaffenprogramm angeschafftem Uran.

### Spaltbares Material
Zwischen 1953 und 1955 beschaffte die Schweiz über ein Geheimabkommen von Grossbritannien und Belgien (Vorkommen in Belgisch-Kongo) rund zehn Tonnen Uran. 5.000 Kilogramm hiervon wurden dem Forschungsreaktor Diorit in Würenlingen zugeteilt. 3.238 Kilogramm Uran und 2.283 Kilogramm Uranoxid wurden als «Kriegsreserve» in einem Depot in Wimmis eingelagert.
In den Jahren 1960 bis 1973 wurde im Forschungsreaktor «Diorit» Plutonium erbrütet. Dieses wurde in Frankreich und Belgien auf einen 239Pu Anteil von 92 % angereichert und dann in die Schweiz zurückgesandt. 20 kg des pulverförmigen Plutoniums wurden daraufhin in Tresoren auf dem Gelände des heutigen Paul-Scherrer-Instituts gelagert. Im Februar 2016 wurde der Transport dieses Plutoniums, das sich seit den 1960er-Jahren im Eigentum des Bundes befand, in die USA bekanntgegeben.

### Waffenträger Mirage III
Als Waffenträger wurden neben dem französischen Mirage III-Dassault auch der schwedische Saab J-35 Draken und der amerikanische Starfighter evaluiert. Im November 1960 wurde die Auswahl auf die Saab J-35 Draken und die Mirage III beschränkt.
Im Dezember 1960 wurde vom Bundesrat eine Entscheidung zugunsten der Mirage III gefällt. 1961 bewilligten die Räte den Beschaffungskredit von 871 Mio. Franken für 100 Mirage IIIS. Für Waffeneinsatzerprobungen wurde 1962 eine einzelne Mirage IIIC der französischen Luftwaffe übernommen und 1964 erhielt die Schweiz zwei doppelsitzige Mirage IIIBS für die Pilotenausbildung.
Nachdem es aufgrund von massiven Fehlkalkulationen, vor allem im Zusammenhang mit der spezialisierten Ausrüstung als Kernwaffenträger, zur Mirage-Affäre kam, wurde die zu beschaffende Anzahl der Mirage III auf 57 Flugzeuge reduziert.

Mirage III
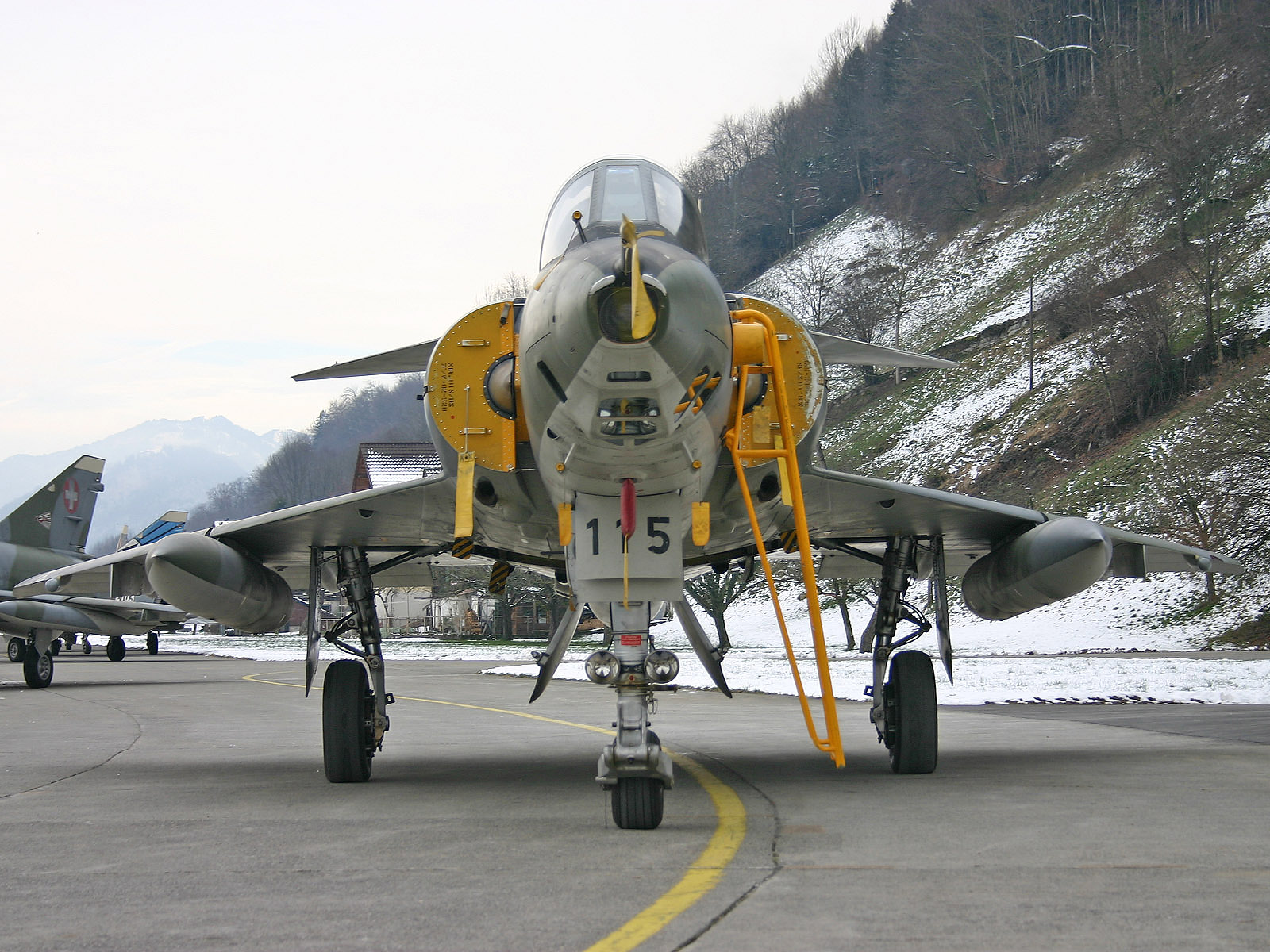
Mirage III RS R-2115
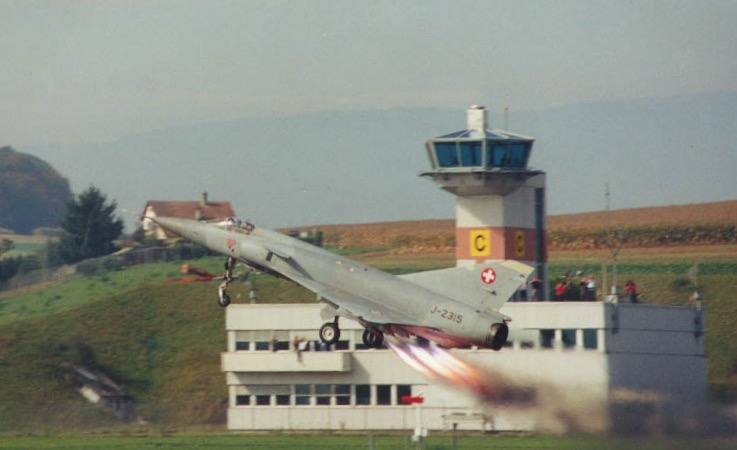
Mirage III S bei einem JATO-Start vor dem Tower des Militärflugplatzes Payerne
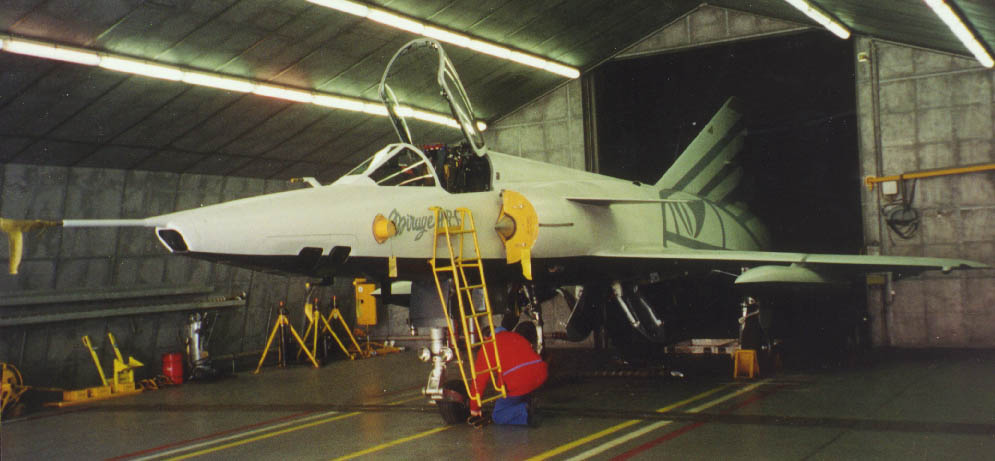
Mirage IIIRS «White» im Bremshaus von Buochs

## Einsatz-Konzept
Neben der abschreckenden Wirkung von Atomwaffen waren auch Präventiv- oder Vergeltungsschläge gegen mögliche Aggressoren erwähnt worden. Oberstdivisionär Etienne Primault bemerkte einmal, ein Flugzeug wie die Mirage III wäre in der Lage gewesen, Atombomben bis nach Moskau zu tragen, womit auch ein Einsatz im Feindesland denkbar wäre. Es war aber eher noch brisanter vorgesehen, bei einer möglichen Invasion der Schweiz durch einen Aggressor die Waffen auf Schweizer Boden einzusetzen.